# Discographie de Dadju
La discographie de Dadju, chanteur de pop et de R&B, comprend l'ensemble des disques publiés au cours de sa carrière. Au cours de sa carrière discographique, il a notamment sorti quatre albums studio et de nombreux singles.

## Albums studio

### Albums solo
| Titre                                                              | Détails de l'album | Meilleure position | Meilleure position | Meilleure position | Meilleure position | Meilleure position | Certifications                               |
| Titre                                                              | Détails de l'album | FRA                | WAL                | FLA                | SUI                | ROM                | Certifications                               |
| ------------------------------------------------------------------ | --- | ------------------ | ------------------ | ------------------ | ------------------ | ------------------ | -------------------------------------------- |
| Gentleman 2.0                                                      | - Date de sortie : 24 novembre 2017 (édition standard) 5 octobre 2018 (réédition) - Label : Polydor Records, Universal                                                                         | 1                  | 10                 | 74                 | 35                 | 9                  | : 2 × Diamant · : Or · : Or[réf. nécessaire] |
| Poison ou Antidote (Voir la page de l'album)                       | - Date de sortie : 15 novembre 2019 (Poison) 18 novembre 2019 (Antidote) 30 octobre 2020 (Réédition) - Label : Polydor Records, Universal                                                      | 1                  | —                  | —                  | —                  | —                  | : Diamant.                                   |
| Cullinan                                                           | - Date de sortie : 13 mai 2022 (édition standard) 11 novembre 2022 (Cullinan : Gelée Royale (Partie 1)) 17 mars 2023 (Cullinan : Gelée Royale (Partie 2)) - Label : Polydor Records, Universal | 1                  | 7                  | 65                 | 23                 | 17                 | : Platine                                    |
| Héritage (avec Tayc)                                               | - Date de sortie : 16 février 2024 (édition standard) 21 février 2025 (réédition) - Label : Amaterasu Prod, H24 Music                                                                          | 1                  | 2                  | 171                | 6                  | 27                 | : Platine                                    |
| « — » indique que le titre n'est pas sorti ou classé dans le pays. | |                    |                    |                    |                    |                    |                                              |

### Albums avec The Shin Sekaï
- 2013 : The Shin Sekaï, vol. 1

- 2014 : The Shin Sekaï, vol. 2
- 2016 : Indéfini

## Singles

### En tant qu'artiste principal
| Titre                                                              | Année | Meilleure position | Meilleure position | Meilleure position | Ventes                                                          | Certifications                          | Album                |
| Titre                                                              | Année | FRA                | WAL                | SUI                | Ventes                                                          | Certifications                          | Album                |
| ------------------------------------------------------------------ | ----- | ------------------ | ------------------ | ------------------ | --------------------------------------------------------------- | --------------------------------------- | -------------------- |
| Reine                                                              | 2017  | 2                  | 36                 | 84                 | France : 50 000 000 équivalent-streams                          | France (SNEP) : Diamant                 | Gentleman 2.0        |
| Gentleman 2.0 (Intro)                                              | 2017  | 80                 | —                  | —                  |                                                                 |                                         | Gentleman 2.0        |
| Ma fierté (feat. Gims et Alonzo)                                   | 2017  | 28                 | 14                 | —                  | France : 15 000 000 équivalent-streams                          | France (SNEP) : Or                      | Gentleman 2.0        |
| Intuition                                                          | 2017  | 29                 | —                  | —                  | France : 15 000 000 équivalent-streams                          | France (SNEP) : Or                      | Gentleman 2.0        |
| Comme si de rien n'était                                           | 2017  | 12                 | 57                 | —                  | France : 30 000 000 équivalent-streams                          | France (SNEP) : Platine                 | Gentleman 2.0        |
| Seconde chance                                                     | 2017  | 34                 | —                  | —                  | France : 15 000 000 équivalent-streams                          | France (SNEP) : Or                      | Gentleman 2.0        |
| Sous contrôle (feat. Niska)                                        | 2018  | 19                 | 69                 | —                  | France : 15 000 000 équivalent-streams                          | France (SNEP) : Or                      | Gentleman 2.0        |
| Mafuzzy Style                                                      | 2018  | 80                 | —                  | —                  | France : 15 000 000 équivalent-streams                          | France (SNEP) : Or                      | Gentleman 2.0        |
| Bob Marley                                                         | 2018  | 3                  | 6                  | —                  | Belgique : 10 000 unités France : 50 000 000 équivalent-streams | Belgique : Or · France (SNEP) : Diamant | Gentleman 2.0        |
| Django (feat. Franglish)                                           | 2018  | 16                 | 35                 | —                  | France : 30 000 000 équivalent-streams                          | France (SNEP) : Diamant                 | Gentleman 2.0        |
| Lionne                                                             | 2018  | 18                 | 63                 | —                  | France : 30 000 000 équivalent-streams                          | France (SNEP) : Platine                 | Gentleman 2.0        |
| Sans thème (Remix) (feat. Alonzo, Naza, MHD & Vegedream)           | 2018  | —                  | —                  | —                  | France : 15 000 000 équivalent-streams                          | France (SNEP) : Or                      | Gentleman 2.0        |
| Jaloux                                                             | 2018  | 1                  | 17                 | 37                 | France : 50 000 000 équivalent-streams                          | France (SNEP) : Diamant                 | Gentleman 2.0        |
| Compliqué                                                          | 2019  | 6                  | 41                 | —                  | France : 50 000 000 équivalent-streams                          | France (SNEP) : Diamant                 | Poison ou Antidote   |
| Ma vie                                                             | 2019  | 7                  | 33                 | —                  | France : 50 000 000 équivalent-streams                          | France (SNEP) : Diamant                 | Poison ou Antidote   |
| Confessions                                                        | 2019  | 20                 | —                  | —                  | France : 15 000 000 équivalent-streams                          | France (SNEP) : Or                      | Poison ou Antidote   |
| TPB (feat. Koba LaD)                                               | 2019  | 11                 | —                  | —                  | France : 15 000 000 équivalent-streams                          | France (SNEP) : Or                      | Poison ou Antidote   |
| Mwasi ya Congo (feat. Gaz Mawete)                                  | 2019  | —                  | —                  | —                  |                                                                 |                                         | Poison ou Antidote   |
| Donne moi l’accord (feat. Burna Boy)                               | 2020  | 131                | —                  | —                  | France : 30 000 000 équivalent-streams                          | France (SNEP) : Platine                 | Poison ou Antidote   |
| Bobo au cœur                                                       | 2020  | 19                 | 43                 | —                  | France : 50 000 000 équivalent-streams                          | France (SNEP) : Diamant                 | Poison ou Antidote   |
| Grand Bain (feat. Ninho)                                           | 2020  | 1                  | 14                 | 53                 | France : 50 000 000 équivalent-streams                          | France (SNEP) : Diamant                 | Poison ou Antidote   |
| Amour Toxic                                                        | 2020  | 14                 | 30                 | —                  | France : 15 000 000 équivalent-streams                          | France (SNEP) : Or                      | Poison ou Antidote   |
| Dieu merci (feat. Tiakola)                                         | 2020  | 7                  | 34                 | 94                 | France : 50 000 000 équivalent-streams                          | France (SNEP) : Diamant                 | Poison ou Antidote   |
| Up and Down (feat. Jaekers)                                        | 2020  | —                  | —                  | —                  |                                                                 |                                         | Poison ou Antidote   |
| Va dire à ton ex                                                   | 2021  | 18                 | —                  | —                  | France : 15 000 000 équivalent-streams                          | France (SNEP) : Or                      | Poison ou Antidote   |
| Tout ou rien du tout (feat. Ocevne)                                | 2021  | —                  | —                  | —                  | France : 15 000 000 équivalent-streams                          | France (SNEP) : Or                      | Poison ou Antidote   |
| Si on disait (avec M. Pokora)                                      | 2021  | —                  | —                  | —                  | France : 15 000 000 équivalent-streams                          | France (SNEP) : Or                      | Poison ou Antidote   |
| Le dua                                                             | 2021  | —                  | —                  | —                  |                                                                 |                                         | Poison ou Antidote   |
| Mon soleil (feat. Anitta)                                          | 2021  | 8                  | 22                 | —                  | France : 50 000 000 équivalent-streams                          | France (SNEP) : Diamant                 | Poison ou Antidote   |
| Elle me demande                                                    | 2021  | 20                 | —                  | —                  | France : 50 000 000 équivalent-streams                          | France (SNEP) : Or                      | Poison ou Antidote   |
| Wouli Liya (feat. Ayman Serhani, Kaly & Soolking)                  | 2021  | 35                 | —                  | —                  | France : 15 000 000 équivalent-streams                          | France (SNEP) : Or                      | Poison ou Antidote   |
| King                                                               | 2022  | 51                 | —                  | —                  |                                                                 |                                         | Cullinan             |
| Picsou (feat. Gazo)                                                | 2022  | 62                 | —                  | —                  |                                                                 |                                         | Cullinan             |
| Toko Toko (feat. Ronisia)                                          | 2022  | 17                 | —                  | —                  | France : 50 000 000 équivalent-streams                          | France (SNEP) : Diamant                 | Cullinan             |
| Ambassadeur (Animateur: Brigade)                                   | 2022  | 76                 | —                  | —                  |                                                                 |                                         | Cullinan             |
| Assez                                                              | 2023  | 188                | —                  | —                  |                                                                 |                                         | Cullinan             |
| Tourner la page                                                    | 2023  | —                  | —                  | —                  |                                                                 |                                         | Cullinan             |
| On verra                                                           | 2023  | —                  | —                  | —                  |                                                                 |                                         | Cullinan             |
| Verre de trop                                                      | 2023  | —                  | —                  | —                  |                                                                 |                                         | Cullinan             |
| La guitare suit la mélo (feat. Zola)                               | 2023  | 36                 | —                  | —                  |                                                                 |                                         | Hors album           |
| Makila : Wablé (avec Tayc)                                         | 2023  | 29                 | —                  | —                  | France : 15 000 000 équivalent-streams                          | France (SNEP) : Or                      | Héritage (avec Tayc) |
| I Love You (avec Tayc)                                             | 2024  | 2                  | 11                 | 31                 | France : 50 000 000 équivalent-streams                          | France (SNEP) : Diamant                 | Héritage (avec Tayc) |
| La vie d'un..                                                      | 2024  | 136                | —                  | —                  |                                                                 |                                         | Héritage (avec Tayc) |
| Longue Vie (avec Tayc)                                             | 2024  | —                  | —                  | —                  |                                                                 |                                         | Héritage (avec Tayc) |
| Le Contrat (avec Tayc)                                             | 2024  | 56                 | —                  | —                  |                                                                 |                                         | Héritage (avec Tayc) |
| « — » indique que le titre n'est pas sorti ou classé dans le pays. |       |                    |                    |                    |                                                                 |                                         |                      |

### Autres chansons classées
| Titre                                                                           | Année | Meilleure position | Certifications          | Album                |
| Titre                                                                           | Année | FRA                | Certifications          | Album                |
| ------------------------------------------------------------------------------- | ----- | ------------------ | ----------------------- | -------------------- |
| Déjà trouvé                                                                     | 2017  | 42                 | France (SNEP) : Platine | Gentleman 2.0        |
| Oublie-le                                                                       | 2017  | 11                 | France (SNEP) : Diamant | Gentleman 2.0        |
| Trouvez-la moi (feat. Fally Ipupa & KeBlack)                                    | 2017  | 38                 | France (SNEP) : Platine | Gentleman 2.0        |
| Jenny (feat. S.Pri Noir)                                                        | 2017  | 52                 | France (SNEP) : Or      | Gentleman 2.0        |
| Déjà donné                                                                      | 2017  | 55                 | France (SNEP) : Or      | Gentleman 2.0        |
| J'ai dit non                                                                    | 2017  | 54                 | France (SNEP) : Or      | Gentleman 2.0        |
| Par amour (feat. Maître Gims)                                                   | 2017  | 10                 | France (SNEP) : Diamant | Gentleman 2.0        |
| Monica                                                                          | 2017  | 70                 |                         | Gentleman 2.0        |
| #PTD                                                                            | 2017  | 61                 | France (SNEP) : Or      | Gentleman 2.0        |
| Comme à chaque fois                                                             | 2018  | 180                |                         | Gentleman 2.0        |
| Escort                                                                          | 2018  | 171                |                         | Gentleman 2.0        |
| Une fois mais pas deux                                                          | 2018  | —                  |                         | Gentleman 2.0        |
| Mon cœur à ta taille (feat. Kalash)                                             | 2018  | 71                 |                         | Gentleman 2.0        |
| Sans thème                                                                      | 2018  | 25                 |                         | Gentleman 2.0        |
| Tu n'es pas moi                                                                 | 2018  | 124                |                         | Gentleman 2.0        |
| Christina                                                                       | 2018  | 31                 | France (SNEP) : Or      | Gentleman 2.0        |
| Toi d'abord                                                                     | 2019  | 31                 |                         | Poison ou Antidote   |
| Papa                                                                            | 2019  | 45                 |                         | Poison ou Antidote   |
| Jure-le                                                                         | 2019  | 50                 |                         | Poison ou Antidote   |
| Please (feat. Tayc)                                                             | 2019  | 53                 |                         | Poison ou Antidote   |
| Paire d'As (feat. Nekfeu)                                                       | 2019  | 10                 | France (SNEP) : Or      | Poison ou Antidote   |
| Mémoire courte                                                                  | 2019  | 34                 |                         | Poison ou Antidote   |
| Perdu                                                                           | 2019  | 30                 |                         | Poison ou Antidote   |
| Ma faute                                                                        | 2019  | 27                 |                         | Poison ou Antidote   |
| Je ne t'aime plus                                                               | 2019  | 12                 | France (SNEP) : Or      | Poison ou Antidote   |
| Normal                                                                          | 2019  | 152                |                         | Poison ou Antidote   |
| Cette femme                                                                     | 2019  | 164                |                         | Poison ou Antidote   |
| Promesse                                                                        | 2019  | 181                |                         | Poison ou Antidote   |
| Robe (feat. Damso)                                                              | 2019  | 31                 | France (SNEP) : Or      | Poison ou Antidote   |
| Back It Up                                                                      | 2019  | 147                | France (SNEP) : Or      | Poison ou Antidote   |
| Loin                                                                            | 2019  | —                  |                         | Poison ou Antidote   |
| Interdit                                                                        | 2019  | —                  |                         | Poison ou Antidote   |
| Nous (feat. Davido)                                                             | 2019  | —                  |                         | Poison ou Antidote   |
| Vite ou doucement                                                               | 2019  | —                  |                         | Poison ou Antidote   |
| Danger (feat. Wizkid)                                                           | 2019  | —                  |                         | Poison ou Antidote   |
| Ma Woman                                                                        | 2019  | 102                |                         | Poison ou Antidote   |
| Maamou                                                                          | 2019  | 184                |                         | Poison ou Antidote   |
| Jaloux remix (feat. Fally Ipupa)                                                | 2020  | —                  |                         | Poison ou Antidote   |
| Le Mâle Honnête                                                                 | 2020  | 55                 |                         | Poison ou Antidote   |
| Provoquer                                                                       | 2020  | 56                 |                         | Poison ou Antidote   |
| Piqûre de rappel                                                                | 2020  | 135                |                         | Poison ou Antidote   |
| La roue tourne                                                                  | 2020  | 111                |                         | Poison ou Antidote   |
| Willow (Narrateur: Francis Ngannou)                                             | 2022  | —                  |                         | Cullinan             |
| Safari (feat. Hamza)                                                            | 2022  | 104                |                         | Cullinan             |
| Face à lui                                                                      | 2022  | 120                |                         | Cullinan             |
| Anonyme                                                                         | 2022  | 162                |                         | Cullinan             |
| Chance Moko                                                                     | 2022  | 175                |                         | Cullinan             |
| Garde du cœur                                                                   | 2022  | 196                |                         | Cullinan             |
| One Time (feat. Rema)                                                           | 2022  | 171                |                         | Cullinan             |
| Cursus                                                                          | 2022  | —                  |                         | Cullinan             |
| Petites attentions                                                              | 2022  | —                  |                         | Cullinan             |
| Je n'oublie pas                                                                 | 2022  | 200                |                         | Cullinan             |
| L'officiel (feat. Imen Es)                                                      | 2022  | 132                |                         | Cullinan             |
| Mauvaise déduction                                                              | 2022  | —                  |                         | Cullinan             |
| Ima                                                                             | 2022  | 66                 |                         | Cullinan             |
| Saigne (avec PLK)                                                               | 2022  | 34                 |                         | Cullinan             |
| Parle-moi (avec PLK)                                                            | 2022  | 94                 |                         | Cullinan             |
| Des fois (avec PLK)                                                             | 2022  | 117                |                         | Cullinan             |
| La vérité                                                                       | 2023  | —                  |                         | Cullinan             |
| Une semaine pour oublier...                                                     | 2024  | 86                 |                         | Héritage (avec Tayc) |
| Apprends-moi !                                                                  | 2024  | 71                 |                         | Héritage (avec Tayc) |
| TOUT essayer ?                                                                  | 2024  | 65                 |                         | Héritage (avec Tayc) |
| SOLD OUT !                                                                      | 2024  | 73                 |                         | Héritage (avec Tayc) |
| Option                                                                          | 2024  | 200                |                         | Héritage (avec Tayc) |
| Victoria Secret                                                                 | 2024  | 104                |                         | Héritage (avec Tayc) |
| Épouse-moi                                                                      | 2024  | 80                 |                         | Héritage (avec Tayc) |
| LOOSE                                                                           | 2024  | 148                |                         | Héritage (avec Tayc) |
| One Piece                                                                       | 2024  | 121                |                         | Héritage (avec Tayc) |
| Bocca & Cuba Libre                                                              | 2024  | —                  |                         | Héritage (avec Tayc) |
| La vie d'un... ⧸ Ma préférée                                                    | 2024  | 136                |                         | Héritage (avec Tayc) |
| Avant l'hiver                                                                   | 2024  | —                  |                         | Héritage (avec Tayc) |
| Je n'ai que toi                                                                 | 2024  | —                  |                         | Héritage (avec Tayc) |
| Tellement belle                                                                 | 2025  | —                  |                         | Héritage (avec Tayc) |
| J’ai zayé (feat. Rsko)                                                          | 2025  | 58                 |                         | Héritage (avec Tayc) |
| Teach Me (feat. Ronisia)                                                        | 2025  | —                  |                         | Héritage (avec Tayc) |
| Après minuit (feat. Josman & Monsieur Nov)                                      | 2025  | —                  |                         | Héritage (avec Tayc) |
| Honey Honey (feat. Warren Saada, Lisandro Cuxi, Joé Dwèt Filé, RnBoi, Singuila) | 2025  | 121                |                         | Héritage (avec Tayc) |
| Pourquoi                                                                        | 2025  | —                  |                         | Héritage (avec Tayc) |
| « — » indique que le titre n'est pas sorti ou classé dans le pays.              |       |                    |                         |                      |

### Apparitions
- 2012 : Big Ali feat. Dadju, Black M, Dry - WatiBigAli
- 2013 : Gims feat. Dadju, Bedjik, X-Gangs - Outsider (sur l'album Subliminal)
- 2014 : Maska feat. Dadju - J'implose (sur l'album Espace Temps)
- 2014 : Maska feat. Dadju - Qui les a blessés ? (sur l'album Espace Temps)
- 2015 : Abou Debeing feat. S.Pri Noir et Dadju - Bye Bye
- 2015 : S.Pri Noir feat. Dadju et Nej - Le monde ne suffit pas (sur l'EP Le monde ne suffit pas)
- 2015 : Gims feat. Dadju - Sans rétro (sur l'album Mon cœur avait raison)
- 2015 : Gims feat. Djelass, X-Gangs, Bedjik, Dadju - Mayweather (sur l'album Mon cœur avait raison)
- 2016 : Lefa feat. Dadju et Abou Debeing - Dernier arrêt (sur l'album Monsieur Fall)
- 2016 : Gims feat. Djuna Family (Dadju, Bedjik, X-Gangs, Djelass) - Zoum Zoum
- 2016 : Franglish feat. Dadju et Vegedream - C'est plus l'heure (sur la mixtape Signature)
- 2017 : KeBlack feat. Dadju - Enfants d'Afrique (sur l'album Premier Étage)
- 2017 : Abou Debeing feat. Dadju - Tombé sur elle (sur la mixtape Debeinguerie)
- 2017 : Kiff No Beat feat. Dadju - Pause
- 2017 : Barack Adama feat. Dadju - Foutaise (sur la mixtape La Propagande, Saison 2)
- 2017 : Aya Nakamura feat. Dadju - Fuego (sur l'album Journal intime)
- 2017 : Alonzo feat. Dadju - La paix n'a pas de prix (sur l'album 100%)
- 2017 : Abou Debeing feat. Dadju - C'est pas bon
- 2017 : Naza feat. Dadju et Aya Nakamura - Moi je vérifie (sur l'album Incroyable)
- 2017 : Black M feat. Dadju - Tout se passe après minuit (sur la réédition de l'album Éternel Insatisfait)
- 2018 : Dry feat. Dadju - Tant pis
- 2018 : Maître Gims feat. Dadju - Tu ne le vois pas (sur l'album Ceinture noire)
- 2018 : Lefa feat. Dadju et S.Pri Noir - J'me téléporte (sur l'album 3 Du Mat)
- 2018 : Naestro feat. Gims, Vitaa, Dadju et Slimane - Bella ciao
- 2018 : MHD feat. Dadju - Bébé (sur l'album 19)
- 2018 : Vitaa feat. Dadju - Désaccord (sur l'album Just me, Myself et Moi-même)
- 2018 : DJ Arafat feat. Dadju - C'est pas volé (sur l'album Rennaissance)
- 2018 : Sofiane feat. Dadju - Apollonia (sur la compilation 93 Empire)
- 2019 : Dadju feat. Dj Arafat - C'est pas volé
- 2019 : Landy feat. Dadju - Muerte (sur l'album Assa Baing)
- 2019 : Lynda feat. Dadju - Adieu (sur l'album Papillon)
- 2019 : Ninho feat. Dadju - Jamais (sur l'album Destin)
- 2019 : Franglish feat. Dadju - Comme ça (sur l'album Monsieur)
- 2019 : Alonzo feat. Dadju - M.D.V (sur l'album Stone)
- 2019 : Gims feat. Alonzo et Dadju - 10/10 (sur la réédition de l'album Ceinture noire)
- 2019 : Abou Debeing feat. Dadju - Égoïste (sur l'album Street Love)
- 2019 : Abou Debeing feat. Dadju, Franglish, S.Pri Noir - Calme (sur l'album Street Love)
- 2019 : Barack Adama feat. Dadju - Ingrate (sur la compilation Game Over Vol. 2)
- 2019 : Vegedream feat. Dadju - Calimero (sur l'album Ategban)
- 2019 : Kalash feat. MS Banks et Dadju - Nossa (sur l'album Diamond Rock)
- 2019 : Gradur feat. Dadju - 1er contact (sur l'album Zone 59)
- 2019 : Tayc feat. Dadju - Ok (sur l'album Nyxia Tome III)
- 2020 : Imen Es feat. Dadju - Chelou (sur l'album Nos vies)
- 2020 : Soolking feat. Dadju - Meleğim (sur l'album Vintage)
- 2020 : S.Pri Noir feat. Dadju - 911 (sur l’album État d’esprit)
- 2020 : Rim'K feat. Dadju - Rose rouge (sur l’EP Midnight)
- 2020 : Abou Debeing feat. Dadju - Attitude (sur l'EP Mon histoire, Part. 1)
- 2020 : Kaaris feat. Dadju - Piquée (sur l'album 2.7.0)
- 2020 : Abou Tall feat. Dadju - Cadenas (sur l'album Ghetto Chic)
- 2020 : 4Keus feat. Dadju - Tout terrain (sur la réédition de l'album Vie d'artiste)
- 2020 : Kendji Girac feat. Dadju - Dans mes bras (sur l'album Mi vida)
- 2020 : Soolking, Dadju, Imen Es, Hatik - Unité
- 2020 : Fally Ipupa feat. Dadju - Un coup (sur l'album Tokooos II)
- 2020 : Rohff feat. Dadju - Sécurisé (sur l'album Grand Monsieur)
- 2021 : Camélia Jordana feat. Dadju - Loco (sur l'album Facile x Fragile)
- 2021 : M. Pokora feat. Dadju - Si on disait (sur la réédition de l'album Pyramide)
- 2021 : Gims feat. Dadju et Slimane - Belle (sur la réédition de l'album Le Fléau)
- 2021 : Gianni feat. Dadju - Tout perdre
- 2021 : Driks feat. Abou Debeing, Franglish et Dadju (sur l'EP Hackcœur)
- 2021 : H Magnum feat. Dadju - Bansky (sur l'album Bansky)
- 2021 : Amel Bent feat. Dadju - Tu l'aimes encore (sur l'album Vivante)
- 2021 : KeBlack feat. Dadju - Pas permis (sur l'album Contrôle)
- 2021 : No Limit feat. Dadju, Chris Brown, Skread - Goodbye (sur l'album No Limit)
- 2022 : Barack feat. Dadju - Mano (sur l'album Black House)
- 2022 : Nahir feat. Dadju - Claro qué si (sur l'album Rihan)
- 2022 : Naps feat. Dadju - G700 (sur l'album La TN)
- 2022 : Says'z feat. Dadju - C'est faux (sur l'album ROUGE)
- 2024 : Wejdene feat. Dadju - Comme avant (sur l'EP W)
- 2024 : Gims feat. Dadju - Terminal 2F
- 2024: Jungeli feat. Dadju - Evidemment
- 2025: Warren Saada feat. Dadju - J'ai ce qu'il faut